# Paweł Botew
Paweł Weliczkow Botew (bułg. Павел Величков Ботев, ur. 13 października 1963 w Sofii) – bułgarski judoka. Olimpijczyk z Seulu 1988, gdzie zajął czternaste miejsce w wadze ekstralekkiej.
Piąty na mistrzostwach świata w 1985; uczestnik zawodów w 1987, 1989, 1991, 1993. Startował w Pucharze Świata w 1993. Brązowy medalista mistrzostw Europy w 1990 i 1993; siódmy w 1989. Trzeci na uniwersjadzie w 1985 roku.

## Letnie Igrzyska Olimpijskie 1988
| Konkurencja | Eliminacje                    | Eliminacje           | Klas. końcowa |
| Konkurencja | Przeciwnik I                  | Przeciwnik II        | Miejsce       |
| ----------- | ----------------------------- | -------------------- | ------------- |
| 60 kg       | Michalakis Skurumunis (CYP) Z | Patrick Roux (FRA) P | 14.           |